# Nicolás Vélez
Nicolás Vélez (Capital Federal, Argentina, 4 de julio de 1990) es un futbolista profesional argentino que juega como delantero en el PSS Sleman de la Liga 1 de Indonesia.

## Carrera
Surgido de las divisiones inferiores de Huracán, se mantuvo en el club hasta el año 2012, donde fue traspasado a la segunda división de España para formar parte de Atlético Sanluqueño, club en el que se mantuvo hasta el año 2013. En la siguiente temporada se transforma en refuerzo de Warriors FC perteneciente a la Liga Premier de Singapur donde tuvo grandes rendimientos, siendo figura y goleador. 
Un nuevo destino se introdujo en su camino para afrontar la temporada 2015-2016, ya que el NorthEast United puso sus ojos encima llevando a Nico a un nuevo desafío en la Superliga de India. En este equipo, sus goles y actuaciones llevaron a este jugador a ser el favorito de la afición. Su rendimiento lo depositó en Europa, jugando en Hajduk Split de la Primera Liga de Croacia en el año 2016. En octubre de ese mismo año retornó al fútbol de La India para afrontar su segunda etapa en NorthEast United.
En 2017 firmó en Suphanburi Football Club de la Thai Premier League de Tailandia. Con un previo paso de dos temporadas por el Negeri Sembilan FA de Malasia, el delantero argentino se transforma en refuerzo de Belenenses SAD para el año 2019 y así desempeñar su fútbol en la Primera División de Portugal.

## Clubes
| Club                      | País      | Año       |
| ------------------------- | --------- | --------- |
| C. A. Huracán             | Argentina | 2010-2012 |
| Atlético Sanluqueño C. F. | España    | 2013      |
| Warriors FC               | Singapur  | 2014-2015 |
| NorthEast United          | India     | 2015-2016 |
| H. N. K. Hajduk Split     | Croacia   | 2016      |
| NorthEast United          | India     | 2016      |
| Suphanburi F. C.          | Tailandia | 2017      |
| Negeri Sembilan FA        | Malasia   | 2017-2019 |
| Belenenses SAD            | Portugal  | 2019      |
| Felda United              | Malasia   | 2020      |
| PSS Sleman                | Indonesia | 2021-     |